# GENERATION XTH
『GENERATION XTH』（ジェネレーション・エクス）は、株式会社エクスペリエンス・チームムラマサが製作した思考型3DダンジョンRPGのシリーズ作品。対応機種は主にWindows 2000/XP/Vistaで、家庭用に移植されたタイトルもある。
ウィザードリィシリーズ、特に『ウィザードリィ エクス』の精神的続編と言えるシリーズだが、現代日本を舞台とし、「学科」として登場していたキャラクタークラスを「偉人の遺伝子に由来する超人的能力のパッケージ（作中ではブラッドコード）」に置き換えるなど、従来のウィザードリィ型RPGにとらわれない設定付けがなされている。
- シリーズ
  - 三部作
    - コードハザード（Code Hazard）：2008年4月30日
    - コードブレイカー（Code Breaker）：2008年11月30日
    - コードリアライズ（Code Realize）：2009年5月30日

  - 迷宮クロスブラッド：2010年12月17日
  - 迷宮クロスブラッド リローデッド：2011年11月10日
  - 迷宮クロスブラッド インフィニティ：2013年4月25日
  - 迷宮クロスブラッド インフィニティ Ultimate：2014年8月28日
  - 東京新世録 オペレーションアビス：2014年7月24日
  - 東京新世録 オペレーションバベル：2015年4月30日

## Generation XTH -CODE HAZARD-
本作は、3部作の内の第1作目であり、学園生活の1年間の1学期からその終わり（春 - 夏休み前期）までを舞台としている。
ストーリー
20XX年、東京。この街では、正体不明の怪物「異形」による事件が続発していた。これに対し政府は特殊警察「XPD」を新設し、事態に対応した。―数年後、今なお起こるハザード事件のスクランブルに対し出動するXPDの隊員達。しかし、その場にはいとも簡単に異形を倒す謎の少年少女達がいた。その者達はコードライズと呼ばれる超人的な能力で、異形を蹴散らしていく。
―東京都日輪区に存在する、"共立日輪学園"。ある生徒達の元に1通のメールが届き、彼らはとある場所へと呼び出される。そこでハザード事件の調査・解決を任務とする「特務隊エクス」への勧誘を受ける。

## Generation XTH -CODE BREAKER-
3部作の内の第2作、2学期に当たるシナリオである。前作のクリアデータを引き継いで遊ぶことができる。前作のシナリオの続きとなっているため、序盤から前作終盤のゲームバランスを継承している（あらかじめ用意されたある程度高レベルのキャラクタを使用することもできる）。また追加要素として召術士（「金毛九尾」と「白面九尾」）と、2つ目の賢術士「RAS」のブラッドコードが登場。
ストーリー
エクスの活躍により異形事件は解決した。しかし、平和な日々はそう長く続かなかった。人体や地形の一部が突如消滅してしまう現象「スプロールテラー」。そしてエクス隊長・御舟アリスの突然の失踪。新たなハザードに、再びエクス隊員たちが挑む。

## Generation XTH -CODE REALIZE-
Generation XTHシリーズの完結作にあたる。3学期（冬 - 春）にかけての東京を舞台に、新たなエクス隊員たちの戦いを描く。前作のクリアデータ（キャラクタ、装備品）をそのままに引き継ぐ事ができるが、使用可能になるのはゲーム終盤である。また追加要素として新スキルに加え、3つ目の賢術士「ILITH」のブラッドコードが登場。
ストーリー
東京を震撼させた異形事件、そしてスプロールテラーはエクスのメンバーによって解決され、まだ東京に異変の痕跡は残るものの、ハザードの記憶は人々から遠ざかろうとしていた。
そんなある日、突如上空に巨大な胎児「エンブリオ」が出現。この事態に対し、国連はエクスに救援を要請、エクス全隊員の国連派遣が決定。しかしエンブリオの出現・エクス海外派遣と同時期に、東京で再び異形の存在が報告され始める。
―日輪学園の一生徒は、ある日巨大な異形に襲われる一人の少女、そして異形の攻撃を阻止する学園の生徒会長・日々野規子を目撃する。
彼（彼女）は規子から自らがコードライザーである事を伝えられ、新たなエクス隊員として未知なる脅威との戦いに巻き込まれていく。

### 新システム
サブブラッドシステム
従来1つしか選択できなかったブラッドコードをメインとサブにそれぞれ割り振ることが可能になった。
このシステムにより2つのブラッドコードのスキルやスペルが使用可能になり、戦略性の幅が広がった。
しかし2つのブラッド選択によるHPの平均化、スペル使用回数の減少、育成の手間などデメリットも大きいため、使いこなすには入念な育成計画が必要となる。
このシステムの導入に伴い、従来の『ウィザードリィ』のようなスペルの引き継ぎは廃止され、選択中のブラッドコードのものしか使用できなくなった。
ユーザーアバター
公式にはアナウンスされていないが、800×600（フェイスウインドウ用は154×176）の32ビットBMPファイルを特定のフォルダ内に格納することにより、任意の画像をプレイヤーキャラクターのアバターとして設定する機能が追加されている。
後にコードハザードの廉価版および追加パッチでも同システムが実装された。

## 迷宮クロスブラッド
Generation XTHシリーズの続編で、Generation XTHシリーズとは独立したシナリオの作品。ストーリーは『CODE HAZARD』から『CODE REALIZE』までの年度の翌年度の話となっている。略称はクロブラ、X-BLOOD。
Xbox 360版の一部の追加要素を反映したフィードバックパッチ「プレミアムパッチ」の提供が行われた。また2012年3月22日にパッチ適用済みPC版の廉価版「迷宮クロスブラッドプレミアム」が発売された。またエクスペリエンスより発売の『円卓の生徒』とブラウザ型オンラインRPG『青空のフロンティア』やテーブルトークRPG『シノビガミ』とのコラボでPC版とXbox 360版双方でそれぞれの作品のキャラクターのグラフィックがPCのグラフィックスとして使用できる。
ストーリー
行方不明になった若者が、年老いた姿で発見される「急老症」と呼ばれる怪事件が発生する。日輪学園に通う主人公は何者かに拉致され、謎の黒い騎士に襲われたところを、特務隊エクスの隊長「佐伯空斗」によって救われる。助け出された主人公は才能を見い出され、エクス隊員となる。主人公は隊の仲間たちと副隊長「水無瀬シズナ」とともに、怪事件の捜査にあたる。
新システム
クロスブラッドシステム
CODE REALIZEより追加されたサブブラッドシステムを改良したシステム。
HPは両ブラッドの合計となり、サブブラッドが戦闘の経験値の1/3を得られる(ただしメインブラッドへの経験値が元の2/3に減少する)ようになるなど、サブブラッドシステムからサブブラッドを選択する（クロスブラッド状態の）メリットが大きく向上している。

### Xbox 360版(リローデッド)
2011年11月10日に角川ゲームズより発売されたXbox 360への移植版。PC版と違い家庭向けに表現規制が強まり、ユーザーアイコンは使用不可となっているが、高映像度に対応。また主題歌やキャラクターのパートボイス化、新規イベント、実績などの追加要素がある。

### PS Vita版（インフィニティ）
2013年4月25日にサイバーフロントより発売されたPS Vitaへのマイナーチェンジ版。リローデッドをベースにPS Vita用へ最適化され、限定の装備やトロフィー（Xbox 360版の実績に相当）などと引き換えにパーティへ6人目を編入できないなどの制約を課される高難易度モード「インフィニティモード」を実装し、同社の「円卓の生徒」とのコラボイベントが追加された。後にサイバーフロントが解散したため、発売元をMAGES.、ブランドを5pb. Gamesに変更して更なる追加要素を設けた廉価版の『迷宮クロスブラッド インフィニティ Ultimate』が2014年8月28日に発売。

## 東京新世録 オペレーションアビス
Generation XTHシリーズのリメイク作品。『迷宮クロスブラッド インフィニティ Ultimate』と同じくサイバーフロントから2014年1月23日に発売を予定していたPS Vita専用ソフト。サイバーフロントが解散したため一時的に発売メーカー未定・発売日未定と発表。発売元をMAGES.に変更して2014年7月24日発売。キャラクターデザインにデモンゲイズのクロサワテツを起用し、新キャラクターも登場。新システムのライズ＆ドロップシステムとデモンゲイズでも共通のダンジョンメモ機能を実装。ストーリーは『CODE HAZARD』と『CODE BREAKER』のリメイクとなっている。
2017年3月28日にはSteam版が発売された。

## 東京新世録 オペレーションバベル
詳細は「東京新世録 オペレーションバベル」を参照

『オペレーションアビス』の続編である、Generation XTHシリーズの2021年2月時点での最新作。MAGES.からPS Vitaで2015年4月30日に、Steamで2017年5月17日に発売された。新キャラクターと新ダンジョン、デモンゲイズシリーズでの神器に似たオプション装備のエクステンドアーツなどの新装備を実装。その他にもサブブラッドシステムがクロスブラッドシステムに置き換わるなど、様々な要素において難易度の調整も図られている。ストーリーは概ね『CODE REALIZE』のリメイクとなっている。

## ブラッドコード
本作におけるキャラクタークラス。設定上は歴史上の偉人たちの遺伝子情報をコード化したものであり、これをコードライズ（後述）することにより超常的な身体能力を獲得し、また各種能力を使用可能となる。『ウィザードリィ』における職業に相当する。賢術士を除く各ブラッドコードは男女の2パターンからなり、イラストや選択中及び最高レベル到達時の能力値ボーナス等が異なる。ブラッドコードの性別はプレイヤーキャラクターの性別とは関係なく、男性キャラクターに女性タイプのブラッドコードを設定、もしくはその逆でも特に支障はない。
戦術士（ウシワカ / トモエ）
イラスト：みきさと
多くの武具が装備可能であり、圧倒的なパワーで敵を粉砕する戦士。1ターンの集中を経て敵1列へ対象が毎回その中からランダムに再選択される最大7回の連続攻撃を行えるスキルを習得する。ベースとなっている遺伝子は源義経。
魔術士（ツクヨミ / アマテラス）
イラスト：山中虎鉄
強力な攻撃魔法（WIZコード）を使いこなす魔法使い。魔法の溜め撃ちや残りHPに応じたダメージを与える「ブートキャスト」、また一部除くWIZコードの効力が増幅されるスキルを習得する。ベースとなっている遺伝子は卑弥呼。
聖術士（ドミニオン / エンジェル）
イラスト：Raka
回復魔法（HEALコード）を習得する僧侶。装備品はそれなりのものが装備できるので前衛でも活躍でき、また敵の攻撃を無効化する「マナシールド」やMPが自動回復するスキルを覚える。ベースとなっている遺伝子はフローレンス・ナイチンゲール。
学術士（モーセ / ヨシュア）
イラスト：大本海図、クロサワテツ(OA、OB)
トラップの解除、アイテムの識別などのアイテムコードの扱いに長け、探索には必須と言えるブラッドコード。様々な補助効果を与える超能力魔法(PSIコード)を習得する。ベースとなっている遺伝子はレオナルド・ダ・ヴィンチ。
射術士（蒼狼 / 白鹿）
イラスト：塚本陽子
弓の扱いでは右に出るものがいない狙撃手。敵の首を狙い一撃で仕留める「狙撃」やグループ内の攻撃対象を選択できる「エイミング」、確率で攻撃が後列へ貫通する「ピアース」などを覚える。ベースとなっている遺伝子はチンギス・ハーン。
武術士（無双 / 昇龍）
イラスト：広渡森
刀を振るって敵陣に切り込む侍。最大3グループまで一度に攻撃する「斬り込み」や多くの武器の二刀流が可能となる「マルチウェポン」などを習得する。ベースとなっている遺伝子は宮本武蔵。
王騎士（ジークフリート / ブリュンヒルト）
イラスト：芳住和之
攻守に秀でた騎士。命中に上方修正が掛かる防御無視の一撃を捨て身で見舞う「プロヴィデンス」、仲間への攻撃を肩代わりする「イージス」などのスキルを習得し、一部作品ではある程度のHEALコードも使うことができる。ベースとなっている遺伝子はジャンヌ・ダルク。
暗術士（フウマ / カムイ）
イラスト：BUN BUN
闇の中から敵を屠る暗殺者。(戦闘開始時に確率で)隠れてから防御無視の攻撃を繰り出す「暗撃」や、レベルに応じた素手時のクリティカルヒット能力または武器装備時の攻撃回数増加、アーマークラス低下スキルを習得する。ベースとなっている遺伝子は初代服部半蔵。
拳法士（斉天大聖 / 釈迦）
イラスト：小鳩、クロサワテツ（XBL∞）
鍛え上げた肉体を武器とする格闘家。レベルに応じて素手攻撃力と防御力が上昇し、また1ターンの集中から敵1体へ連続攻撃する「連撃」を覚える。一部作品では多少のHEALコードも使用可能。コードハザード中盤以降から使用可能。ベースとなっている遺伝子は玄奘三蔵。
召術士（金毛九尾 / 白面九尾）
イラスト：みきさと
異形を捕らえ、味方につけることのできるブラッドコード。異形を自身へ一時的に憑依させ、その能力を再現する特殊なスペル(TRANコード)を覚える。コードブレイカーでは捕らえた異形はダンジョンを出ると消滅したが、コードリアライズ以降は専用のスキルを習得すれば常に連れまわせるようになった。コードブレイカー以降使用可能。ベースとなっている遺伝子は安倍晴明。
賢術士 (SIZ/RAS/ILITH)
イラスト：桜子(SIZ/RAS)、Raka(ILITH)
シズラー(後述)の遺伝子を用いた特殊なブラッドコード。東京新世録には登場しないが、オペレーションアビスでは一部スキルが他のブラッドに振り分けられ、他のスキルもオペレーションバベルでエクステンドアーツとして登場している。
SIZは武術士をベースに様々な前衛系の攻撃スキルを習得することができる。コードハザードクリア後のあるイベント達成以降使用可能。外見のモデルは『ウィザードリィ エクス』の村正静流。
RASは召術士とほぼ同様の性質ながら武器射程制限解除などの攻撃的なスキルを覚える反面、TRANコードの習得が遅く、異形を常に連れ歩けるスキルを習得しない。コードブレイカークリア後の隠しボスを倒すことで使用可能になる。外見のモデルは『ウィザードリィ エクス』のララス・バフォメット。
ILITHは3系統(WIZ、HEAL、PSI)の魔法をすべて習得でき、またパーティの士気を高めるスキルを習得でき、魔攻成長も最高。しかし魔法習得の速度が遅く、威力向上のスキルも覚えない上、迷宮クロスブラッドインフィニティ（同Ultimate）を除いてブラッドフリーコード(所持中、ブラッドコードでの装備制限を撤廃)すら適用されないほど装備制限が厳しいという欠点がある。コードリアライズ中盤から使用可能。外見のモデルは『ウィザードリィ エクス』のリリス。

## 登場人物
各人物名の後の略号は登場作品を示す。キャラクターボイスについては迷宮クロスブラッドリローデッド及び迷宮クロスブラッドインフィニティと東京新世録 オペレーションアビス、東京新世録オペレーションバベルのものを記述する。

### エクス・日輪学園関係者
御舟アリス (CH、CB、CR、XB、XBL、XBi、OA、OB)
声：中上育実
特務隊エクス隊長。18歳。自ら最前線に出ることも厭わない行動派であり、コードライザーとしてもトップクラスの実力を持つ。なお、名の漢字表記は「亜李子」で、母方からアメリカ（東京新世録ではUC〈大陸諸国連合〉）の血を引いている。
スタンドプレイが多いため、実質的な隊長職は海斗に任せているものの、随所でエクス隊の前に現れては窮地を脱させている。
しかし女子高生拉致事件解決後、死んだはずの母キャロル・カンザキの誘惑を受け、WIZ機関へと寝返った。このキャロルが母の名を騙る別の存在である事に薄々勘付いていたものの、母恋しさから従い続けていた。
後にキャロルへの未練を断ち切ってCPOに復帰し、エンブリオ事件においても国連派遣部隊代表の他、最前線で戦い続けた。
迷宮クロスブラッドではCPO北米支部長となっている。シズナを見出し、エクス隊に送り出したのも彼女である。コードライザーとしてはアガリを迎えているが、戦闘力は別のアプローチにより健在であり、「円卓の生徒」とのコラボイベントでその一端を見せている。
佐伯海斗 (CH、CB、CR、XB、XBL、XBi、OA、OB)
声：成田佳恵
特務隊エクス副隊長。15歳にして日輪大学を卒業、高等部の非常勤講師を担当する天才。コードライザーではないが、その頭脳による的確なナビゲートでエクスをサポートする。あくまでサポート要員のはずだが、隊長のアリスがスタンドプレイに走るため、実質的な司令塔となっている。
『迷宮クロスブラッド』では臨時で兼任していたエクス隊長職を空斗に任せ、副隊長にシズナが就いたものの、今度はヨーロッパに出張した剣一に代わってCPO局長代理を務めている。エンブリオ事件までの1年でアリスや空斗にずいぶん振り回されてきたため、彼らの奇行に呆れるシズナや規子をなだめる側に回っている。
「円卓の生徒」とのコラボイベントにおいては、同作の舞台が現代の典型的ファンタジーRPGに酷似しているため、ゲームの世界に迷い込んだ可能性を伝えている。一方で円卓の生徒のミンツも、円卓の生徒と同様に本作がゲームの中の世界なのかもしれないと返答しており、メタ的な会話で意気投合している。
神崎剣一 (CH、CB、CR、OA、OB)
声：新垣樽助（OA）
日輪学園の学長にして現化物理学会(CPO)局長、そして姓こそ違うが御舟アリスの父。37歳。エクスの司令塔としての役割を果たす。
迷宮クロスブラッドでは局長職に海斗を代理に立て、自身はヨーロッパに出張している。
日々野規子 (CH、CB、CR、XB、XBL、XBi、OA、OB)
声：田村マミ
日輪学園高等部の生徒で生徒会長。18歳。真面目な性格であり、周囲からの人気は高い。
『コードハザード』では度々エクス隊の前に現れては、事件への関与をやめるよう厳しい顔つきで促すが、違う日にはその人気を裏付ける優しい笑顔で語り掛ける事もある。東条琢磨の許婚とされているが規子自身は消極的な態度をとっている。
実は本編より以前に交通事故で瀕死の重体を負い、愛国総合病院へ搬送された。その後3か月で復学を果たしているが、その際に愛国学会によってマインドコントロールを受けており、人格の不安定さはこれに起因する。さらに同学会によって改造され「怪人ノノ」として度々暴走していた。この時、自分の名前をつぶやくように「ノノ……」と発音していたため、怪人ノノと名付けられた。愛国学会に乗り込んだエクス隊の前に立ちはだかり、学会と自身の正体を伝え、怪人ノノとして最後の戦いに挑む。エクス隊に倒されると、解放されるような穏やかな顔で力尽きた。誰からも死んだと思われたが、東条琢磨との決戦を終えたエクスの確認で辛うじて生きていることがわかり、エクス隊によってすぐに回収、失われた四肢を含めCPOにて修復され、ノノのコードも除去された。『コードブレイカー』では海斗の補佐としてエクスに入隊し、以降隊員たちをサポートしている。
ノノの素体にされた所以かその改造の後遺症かコードライザー適性があり、CB(OA)の終盤やCR(OB)の冒頭でその姿を拝むことができ、どちらでもプレイヤーを助けている。
『迷宮クロスブラッド』では高等部を卒業し、日輪大学に在籍。また日輪学園の補助教員（チューター）を務める。
引田益章 (CH、CB、CR、OA、OB)
コードライズ能力のロスト（アガリ）から引退した、元エクス隊長。20歳。アリスは彼の後任の隊長である。
20XX年現在は日輪大学の現化物理学科でコード技術を研究する傍ら、CPOにも属さず独自にハザードの調査を行っている。CBの序盤にてコードブレイカーを撃ち込まれたエクス隊を助けるため、生身で敵の部隊に突撃、死亡した。
『迷宮クロスブラッド』では既に故人であるため直接の登場はないものの、思念体は残っていたのか、マスタートーチャーからの精神攻撃により衰弱したエクス隊に活を入れ、形勢を立て直させた。
ユン・テヒョン (CH、CB、CR、XB、XBL、OA、OB)
在日朝鮮人（在日東連人）3世の、日輪学園中等部生徒。15歳。事故死した姉のユン・シンファンの死因に疑問を抱いている。その関係か、日本人に良い印象を持っていない。
姉の死がいわゆる「ハザード事件」にある事を知ると、エクス隊を敵視するようになり、その憎悪を見込んだ愛国学会(TPF)残党の皇師会（王子隊）によって改造され、怪人ユユとなってエクス隊の前に立ちはだかった。ノノがほとんど自我がなかったのに対しこちらはある程度自我があり、望んでエクス隊と戦った。一方で姉の死がエクス隊によるものではない事は薄々勘付いており、戦闘後にその懺悔を吐露した。
『迷宮クロスブラッド』では高等部に進級し、その生徒会に参加している。上記の件があったことからもCPOの協力者であり、聞き込みで協力したり、クリスマスパーティーでエクス隊を促したりしている。
ジョニー桜庭 (CH、CB、CR、XB、XBL、XBi、OA、OB)
声：比嘉良介
お笑いの星を目指す日輪学園の留学生。16歳。日本とアメリカ(UC)のハーフながら関西弁で喋り、留学元はテキサス。なぜエリート校である日輪学園からお笑いを目指しているのかは謎だが、本人は熱心なようである。席が近いことから、CHでのエクス隊とはすぐに打ち解けた。
後に若干のコードライザー適性を持っていることが判明する。
家族を人質に取られたことで一度エクス隊へのスパイとなったが、CPOによって家族を救出されたことでCPOの協力者となった。任務で授業を抜け出さなければいけないエクス隊退室の援護を行ったり、『迷宮クロスブラッド』では「虹色☆427」を鎮めるべくコードライズしたいエクス隊のために、ASB108の握手会をでっちあげてライブ会場から人払いをした。ただしXPDには彼を認識していない人物もいるため、コーエン同様、現場近くにいると一般人として退避させられている。スパイになった際にコードブレイカーのコードを埋め込まれていたようで、CPOに寝返った際に長門に打ち込み、指名手配を受けていたエクス隊の汚名を晴らすのに一躍買っている。
目黒興子 (CH、CB、CR、XB、XBL、XBi、OA、OB)
声：宮薗杏奈→秋奈
日輪学園の生徒。16歳。成績優秀でこそあるが現実と妄想の区別がついていないと思われるほど思い込みが激しい所謂「電波系」であり、トラブルを起こすことも多い。ネット上でのハンドルネームは「ブラックアイ」。自己紹介では「興味津々の『興』に目が黒いうちはの『目黒』」である。
『GENERATION XTH』では牛乳瓶のような眼鏡をかけて素顔が見えづらかったが、『迷宮クロスブラッド』ではその素顔をさらしている（GENERATION XTHシリーズでも度々素顔の状態で登場はしていた）。
『迷宮クロスブラッド』ではあまりの電波ぶりから「実はアイドルグループ『ASB108』のプロデューサーである」と噂されている。
マイク・コーエン (CH、CB、CR、XB、XBL、XBi、OA、OB)
声：花方涼真
日輪学園高等部の英語教師。45歳。学園教師会の一員としてエクスのサポートをしているが、彼の行動が本当にサポートになっているかどうかは疑問。度々愛国学会の勧誘に乗っている場面が見受けられる。
『迷宮クロスブラッド』のクリスマスパーティーでは、高円寺に縁のある家柄だと語っている。
GENERATION XTHシリーズでは黒髪の黄色肌だったが、『迷宮クロスブラッド』では白髪の褐色肌となっている。
桐野冴子 (CH、CB、CR、XB、XBL、XBi、OA、OB)
日輪学園の物理教師。39歳。厳格な人柄であり、また学園教師会に属していない（≒CPOとXPDの実情やエクスの存在を知らない）ため、しばしばエクス隊員などの悩みの種となっている。厳しい人物ながら生徒を想う発言も多く、彼女を慕う生徒も少なくない。
佐伯空斗 (CH、CB、CR、XB、XBL、XBi、OA、OB)
声：西原翔吾
佐伯海斗の兄。16歳。弟と同様に日輪学園を飛び級で卒業した天才であり、アリスと並ぶエクス隊のエースでもあったが、ある日突然姿を消した。
実は失踪はCPOの活動に疑問を持っていたところにWIZ機関の勧誘を受けたためであり、作中ではXウィザーとしてエクス隊達の前に立ちはだかる形で初登場。
後にCPOからの説得、海斗との兄弟喧嘩などを経てWIZ機関と袂を分かち、『迷宮クロスブラッド』では過去への贖罪も兼ねてエクスに復帰。
隊長の座をCPO北米支部長となったアリスと、その代行であった海斗から引き継いでいる。いわゆる中二病気質であり、迷宮クロスブラッド序盤において交戦で通信を切る間際に必殺技を叫んでいたため、海斗の頭を悩ませたりしている。
七世ヒカル (CR、XB、XBL、XBi、OB)
声：秋奈、大久保瑠美(OB)
日輪学園中等部に在籍する少女。幼い身で一人暮らしを続けていたこともあってか、エクス隊員や規子を兄や姉のように慕う。
実はエンブリオが送り込んだスパイであり、終盤においてその正体をさらけ出した。しかし潜入用に用意された「七世ヒカル」としての人格が本来の人格を脅かすほど肥大化し、エクス隊に討伐されると安らかに力尽きた。
しかしエンブリオ討伐によって救われた未来においてもヒカルは登場。エンブリオに関する記憶を表向きは失い、また独り身であるために規子に保護され同棲している。
『オペレーションバベル』では15歳。『コードリアライズ』から立ち回りが大きく変わっている。
長門晋太郎 (CB、OA)
日本政府（警察庁）からエクスに派遣された、「桜田門の真空掃除機」とあだ名される役人。50歳。独断専行の多いエクスを快く思っていないようである。
アリスがWIZ機関に寝返ったことでエクス隊を逮捕する理由ができ、警察をも抱き込んでエクス隊を指名手配させた。しかし実は長門晋太郎本人はすでに故人となってGHQ墓地に封印されており、表に出ている長門はコードを使って作られた長門のコピーである。ジョニーにコードブレイカーを撃ち込まれたことでその正体が露呈するとともに長門としての理性もなくなったため、エクス線に移動させられ、エクス隊と対峙し、撃破された。
御舟巌 (CH、CB、OA)
御舟財閥会長にして日輪学園理事長。一代で日輪学園などからなる御舟財閥を作り上げた大人物。95歳。アリスの曽祖父、剣一の祖父に当たる。

### XPD関係者
不破雄作 (CH、CB、CR、XB、XBL、XBi、OA、OB)
声：チャオ・ササキ
XPD捜査課の刑事。37歳。XPDの現場で指揮を取っており、その太い人脈から処理課の活動にも関与できる。階級は警部補。
エクス隊員を激励、時には叱咤する。余談だが初期に公開された動作確認版では、彼の外見に（腹部には大きく「ふわ」と書かれた）マイク･コーエンのものが使用されていた。
『迷宮クロスブラッド』では警部に昇格している。
台みはる (CH、CB、CR、XB、XBL、XBi、OA、OB)
声：中上育実→竹内裕美（OA）
ハザード事件を独自に追う私立探偵。30歳。その立場を生かしてエクスに協力しているが、民間人の迂闊な介入を嫌う不破と衝突することも多い。愛国学会の暗部に迫っているところ、日々野規子が何かしら関与をしていることを突き止めて独自に捜査、規子の交通事故とそれに対する報道規制、重体であったにもかかわらずわずか3か月で復学した事などをエクス隊に報告し、XPD同伴という条件付きながらCPOへの協力者として正確に認可されている。
父に昭和最大の難事件とされる3兆円事件の解決を以て探偵事務所をみはるに譲って隠遁生活を始め、剣一にもかつて捜査のいろはを叩き込んでいた昭和最後の名探偵、台あきらを持つ。
後藤真央 (CH、CB、CR、XB、XBL、XBi、OA、OB)
声：大咲茉菜→秋奈
XPDの通信士。23歳。通信課に属し、エクスとの連絡を担う。愛称は「ゴマちゃん」。非常時でも所属などをキチンと言おうとすることをしばしばアリスなどに指摘されている。
村正八 (CH、CB、CR、XB、XBL、XBi、OA、OB)
声：若松壮志
XPD処理課突入小隊の新米隊員。22歳。「むらまさ・はち」ではなく「むら・まさはち」。極度の方向音痴であり、エクスに彼の救援依頼が舞い込むこともしばしば。カレーが大好物で、ダンジョンで迷って救援依頼を出す際は必ず「カレーが食べたい」で締め、カレーケアというアイテムでたちまち元気を取り戻すほど。『ウィザードリィ エクス2』の公式4コマ漫画の主人公「ハチ」が元ネタ。
『迷宮クロスブラッド』では隊長となっており、階級も巡査部長に進めている。カレー好きは相変わらずであり、「飲むカレー」を密かに探し求めている。
東京新世録シリーズでは幼女のような容姿となっており、声も女性が演じているが、見た目に反して声は低めであり、セリフ自体もほぼ据え置き。

### 愛国学会（東京新世録ではTPF〈東条平和財団〉）関係者
東条琢磨 (CH、CB、OA)
声：平辻朔耶（OA）
日輪学園でオカルト倶楽部（平和研究部）の部長を務める同学高等部3年生。21歳。3度留年しており、部内で日夜怪しげな儀式を行っている。愛国学会(TPF)内では「皇師（王子）」と呼ばれる幹部（理事）でもある。
ジェネレーションエクスシリーズでは肥満体で醜悪な見た目であるが、東京新世録では絵に描いた御曹司さながらの眉目秀麗な出で立ちとなっている。
金黄石 (CH、OA)
中国人（東方連合人）の現化物理学者。様々な新発見で一躍有名になるも、論文の捏造が発覚し学会を追われている。その後は日本に潜伏して多くの実験を行っている。
東京新世録では名前が「ゴールドマン」となっている。
女子高生行方不明事件の黒幕であり、日々野規子をマインドコントロールしつつ彼女にさらってきた女子高生を注ぎ込む改造実験を繰り返していた。怪人ノノを下したエクス隊によって討伐されたところをXウィザーにトドメを刺され、死亡した。
怪人ノノ (CH、OA)
乳房を多数身につけた蟻のような不気味な容姿を持つ、エクス隊員の元にしばしば現れる大型異形。その鳴き声からアリスがコードネームを命名した。
東京新世録では大きく形態が変わり、カギ爪を有する手と複眼、翼を有する金属質な人型の異形となっている。
その正体は、愛国学会によってマインドコントロールを受けたうえで改造された日々野規子である。エクス隊が愛国学会に乗り込んだ際に対峙、解き放たれたような穏やかな顔で倒されるが、辛うじて生きていたため回収され、元の姿に修復されると共にコードを除去された。
『コードリアライズ』（オペレーションバベル）、『迷宮クロスブラッド』では複製体が「クローンノノ」として登場している。
怪人ユユ (CB、OA)
若干の違いはあるものの、ノノと同系の容姿をした異形。コードネームもノノに倣って鳴き声から命名している。
ユン・テヒョンが皇師会（王子隊）によって改造された姿であり、彼女自身がエクス隊に恨みがあった事も手伝って、ある程度自我もあった模様。エクス隊と対峙したのち、ノノ戦の経験を活かした彼らによって救出され、コードを除去された。
ノノと異なり、東京新世録での容姿に変化は無い。
『コードリアライズ』（オペレーションバベル）、『迷宮クロスブラッド』では複製体が「クローンユユ」として登場している。

### WIZ機関関係者
Xウィザー (CH、CB、CR、OA、OB)
エクスの行く先々に現われる、鳥のような謎の戦士。分身能力を持ち、高速攻撃で敵を翻弄する。
Zウィザー (CB、OA)
謎の女性コードウィザー。これ以上自分達に関わらないようエクス隊員に警告する。
キャロル・カンザキ (CB、OA)
アリスの母親にしてWIZ機関の最高審問官。

### エンブリオ関連
セブンハンド (CR、XB、XBL、XBi、OB)
エンブリオの尖兵。ブラッドコードと同じく偉人の遺伝子をベースに生み出された兵器であるが、その性質や外見は大きく異なる。ブッダ、カエサル、マサカド、ムハマド、ファラオン、サンタマリア、ソロモンの7体が存在する。
オペレーションバベルではベースとなった偉人への言及が無くなっており、内訳もシンマ、フューラー、タナトス、ヴァルプルギス、バッカニア、ドレッドノート、ジョーカーに一新されている。

### バベルスフィア関連
シズラー (CH、CB、CR、OA、OB)
自らを「別次元のエクス」と名乗る超時空生命体（ランダム時空体）。穏やかな和風女性口調の「SIZ」、若い男性口調の「RAS」、幼い少女口調の「ILITH」の3人組であり、アビス各所に点在する時空の裂け目を通してエクスとのコンタクトが取られてきた。
『東京新世録』ではアイリスのみが登場し、また彼女らに由来するブラッドコードも登場しない。
村正真麻 (CH、CB、CR、OA、OB)
声：五十嵐裕美（OA）
その存在が秘匿された地下迷宮「バベルスフィア」でエクス隊員が出会った少女。感情が無いような話し方であり、話の内容も時代錯誤のものが多い。元ネタはチームムラマサコミュニティのマスコットキャラクターである「マーサ」。
ムーラ (CH、CB、CR、OA、OB)
真麻のペットである謎の生命体。よく喋るが口が悪い。真麻の感情を取り戻すよう示唆する。元ネタはチームムラマサコミュニティのマスコットキャラクターである「ムーラ」。
村正天明 (CB、CR、OA、OB)
かつて戦時中にバベルスフィアの探索に挑み、そのまま20XX年現在も消息を絶っている、現化物理学のパイオニア。
ソウルイーター (CH、CB、CR、XBi、OA、OB)、ソウルリバース (CB、CR、XBL、XBi、OA、OB)
アビス内で稀に目撃されるコード生命体。長らく異形であると思われていたが、後に異形とはまた別系統の存在であることが判明した。エクスを手助けすることがあると思いきや、突如現れて異形を差し向けてきたり、自ら襲い掛かることがあるなど、その目的は一切不明。

### 迷宮クロスブラッドより登場
水無瀬シズナ
声：山本彩乃
特務隊エクスの幹部候補生として、北米支部より派遣されてきた隊員。16歳。エクスでは副隊長を務める。非常に有能で、海斗からの依頼を受けて彼女のコードを複製、ほかのブラッド同様に隊員達に付与する研究が行われた。しかしこの研究が暴走したのかクリスマスパーティー後に分裂、なぜかアイドルを志す少女として分身同士でアイドルユニット「虹色☆427（にじいろしずな）」を結成、学校でライブを開くという珍事を巻き起こした。その後きちんと統合され元通りにはなったが、コードの暴走があったとはいえライズ中のエクス隊と生身で渡り合った事は、海斗を驚かせている。
プレイヤーたるエクス隊達にたびたびマテリアルを収集する依頼をし受け取ったマテリアルを使って、CPOの前身たる旧帝国陸軍第九機関が日輪学園旧校舎で行っていた人体実験について調べていたが、海斗らには勘付かれており、XPDに連行され、ほとぼりが冷めるまでCPOにて軟禁された。そこからCPOを脱走してヴェルンを止めようとするも失敗、事後をエクス隊に託して失踪した。
その正体は、臨海学校で焼失事故を装って第九機関が処分しようとした吸血性ブラッドコード「エルジェーベト」の被験体の生き残りで、天羽ヴェルンこと水無瀬カズマの実姉である。ヴェルンがジル・ド・レイとしてエクス隊に討伐されたことでその力が暴走してエルジェーベトに変異し、旧校舎にてエクス隊と対峙した。討伐後は再びCPOに保護され、ヴェルンの遺体から得られたデータによりエルジェーベトのコードが除去された。
天羽ヴェルン
声：平辻朔耶
日輪学園高等部に在籍する海外からの留学生。16歳。成績優秀であるのだがめったに登校せず、主人公達にも度々意味深な言葉を投げかけるなど、謎の多い生徒。
黒騎士
謎の黒い騎士。新たなハザード事件の首謀者として、XPDとエクスの双方で指名手配中。
その正体は天羽ヴェルン。正確には第九機関の吸血性ブラッドコード「ジル・ド・レイ」の実験によってヴェルンに芽生えたもう一つの人格である。若者を捕えてはその生気を奪って力を蓄え、次第に主人格であるヴェルンを侵食していった。50年前にすでに存在していたヴェルンが現代で若いのも、奪った生気によるものである。これにより完全に敵と認識された黒騎士ことジル・ド・レイは、ヴェルンの望み通りエクス隊によって討伐され、ヴェルンともども死亡した。

## 用語
コードライズ
正しくはコードリアライズ(Code Realize)。特殊なデータを装備品などのアイテムとして実体化（＝現化）させられる能力の事。この能力の適格者はコードライズ能力者、俗にはコードライザーと呼ばれるが、その通称には嫌う者もいる。
XPD(eXtra Police Dept.)
「異形」などの従来では考えられない事件（ハザード）に対応するため設立された組織。これらの事件に対応する「表の顔」である。
表向きこそ警視庁傘下にあるが、実際には後述のCPOの傘下にある。
エクス(XTH: Xion Trance Human)
コードライザー体質の少年少女によって構成される秘密組織。XPDでは対抗しきれない各種ハザードを秘密裏に解決する言わば「裏の顔」。プレイヤーキャラクターが所属する組織である。肉体の損傷、経年などによってコードライザー体質を「ロスト」した（アガリを迎えた）場合メンバーは除隊処分となる。
現化物理学会(CPO: Code Physical Organization)
表向きは単にハザードなどの新興の現象を「現化物理学」として研究する学会。エクスはこのCPOの下部組織である。
アビス化
既存の建物や構築物が迷宮と化してしまう現象。この現象で形成された迷宮は「アビス空間」または「都市迷宮」、俗には単に「アビス」と呼ばれる。
バベルスフィア
第二次世界大戦末期、皇居の地下で発見された広大な地下迷宮。その存在はトップシークレットとなっており、日輪学園はその秘匿も兼ねて設置されている。
愛国学会
公称信者数500万人を誇る有数の宗教団体。政界（大和党、中華総連）や周辺諸国（中国、統一朝鮮など）とのパイプも持つ団体だが、その裏ではハザードに関与している疑いがある。
最終的にエクスとXPDの愛国サティアン（TPFキングダム）への突入と全国規模の摘発で名目上は解体され、その後武闘派の残党が「皇師会（こうしかい）」として決起するが、こちらも壊滅した。
迷宮クロスブラッドではNPO法人「愛音（アイオン）」として復活。別組織のようにふるまって愛国サティアンを愛音チャペルとして買い取っているが、お見合い会場に東条琢磨の像があるため、同じ組織である事が判明する。
東京新世録では平和への飽くなき追求への共感から各種の有名人含め約100万人の関係者を擁すると称する財団法人のTPF（東条平和財団）として、また皇師会も王子隊として登場している。
コードウィザー
アメリカ（東京新世録ではUC）の軍産複合体の下に設立された現化物理研究組織「WIZ機関」によって開発された技術、およびその能力者。コードライザーと同じく強力な能力を扱える。コードウィザーにはレッサー、グレーター、アークなどの階級が存在している。